# Ленду (язык)
Ленду (баленду) — центральносуданский язык, на котором говорит народ ленду, проживающий в ДРК и Уганде. Большинство носителей — 750 тыс. человек (оценка 1996 года), проживает в ДРК — территория Джугу провинции Итури. Около 11 тыс. носителей живёт в Уганде (округа Небби и Зомбо).

## Письменность
Письменность для ленду основана на латинском алфавите.
Алфавит ленду: a, b, bb, ch, d, dd, dh, dj, dy, dz, e, ey, f, g, gb, h, ɦ, i, iy, j, k, kp, l, m, mb, n, nd, ndr, ng, ngb, nj, ny, nz, ŋ, o, ow, p, pb, r, s, sh, t, td, tdy, th, ts, u, uw, v, w, 'w, y, z.
Тона обозначаются надстрочными диакритическими знаками — акутом (á), грависом (á), циркумфлексом (â) и гачеком (ǎ).
На Ленду говорят 4 народа: Ленду, Хема, Олур и Окебу.